# Capua
Capua (italijansko: Capua) je mesto v pokrajini Caserta v italijanski deželi Kampaniji (Campania) v južni Italiji.
Mesto leži kakšnih 25 kilometrov severno od Neaplja na severovzhodnem robu kampanjske ravnine. Mesto dostikrat zamenjavajo z mestom Santa Maria Capua Vetere, ki je pravzaprav stara Capua, v kateri je amfiteater. Capua je bila ustanovljena potem, ko so Saraceni leta 841 staro Capuo, se pravi današnjo Santa Maria Capua Vetere, popolnoma porušili.